# Campeonato Mundial de Patinaje Artístico sobre Hielo de 1977
El LXVII Campeonato Mundial de Patinaje Artístico se realizó en Tokio (Japón) entre el 28 de febrero y el 3 de marzo de 1977 bajo la organización de la Unión Internacional de Patinaje sobre Hielo (ISU) y la Federación Japonesa de Patinaje sobre Hielo. 

## Resultados

### Masculino
| Puesto | Nombre           | País                          | Puntos |
| ------ | ---------------- | ----------------------------- | ------ |
| Oro    | Vladimir Kovalev | Unión Soviética               | 16     |
| Plata  | Jan Hoffmann     | República Democrática Alemana | 18     |
| Bronce | Minoru Sano      | Japón                         | 24     |

### Femenino
| Puesto | Nombre          | País                          | Puntos |
| ------ | --------------- | ----------------------------- | ------ |
| Oro    | Linda Fratianne | Estados Unidos                | 10     |
| Plata  | Anett Pötzsch   | República Democrática Alemana | 22     |
| Bronce | Dagmar Lurz     | Alemania Occidental           | 43     |

### Parejas
| Puesto | Nombre                            | País            | Puntos |
| ------ | --------------------------------- | --------------- | ------ |
| Oro    | Irina Rodnina / Alexandr Zaitsev  | Unión Soviética | 9      |
| Plata  | Irina Vorobieva / Alexandr Vlasov | Unión Soviética | 23     |
| Bronce | Tai Babilonia / Randy Gardner     | Estados Unidos  | 29     |

### Danza en hielo
| Puesto | Nombre                                | País            | Puntos |
| ------ | ------------------------------------- | --------------- | ------ |
| Oro    | Irina Moiseyeva / Andrei Minenkov     | Unión Soviética | 9      |
| Plata  | Janet Thompson / Warren Maxwell       | Reino Unido     | 24     |
| Bronce | Natalya Linichuk / Gennadi Karponosov | Unión Soviética | 28     |

## Medallero
| Núm. | País                          | Oro | Plata | Bronce | Total |
| ---- | ----------------------------- | --- | ----- | ------ | ----- |
| 1    | Unión Soviética               | 3   | 1     | 1      | 5     |
| 2    | Estados Unidos                | 1   | 0     | 1      | 2     |
| 3    | República Democrática Alemana | 0   | 2     | 0      | 2     |
| 4    | Reino Unido                   | 0   | 1     | 0      | 1     |
| 5    | Alemania Occidental           | 0   | 0     | 1      | 1     |
| 5    | Japón                         | 0   | 0     | 1      | 1     |
|      | TOTAL                         | 4   | 4     | 4      | 12    |

| Predecesor: Suecia 1976 | Campeonato Mundial de Patinaje Artístico sobre Hielo 1977 | Sucesor: Canadá 1978 |

- Datos: Q1319017